# Robert Garcés
Alexander Garcés Sánchez (Valencia, Carabobo, Venezuela; 5 de abril de 1993) es un futbolista venezolano que juega como centrocampista en el Metropolitanos Fútbol Club de la Primera División de Venezuela.

## Trayectoria

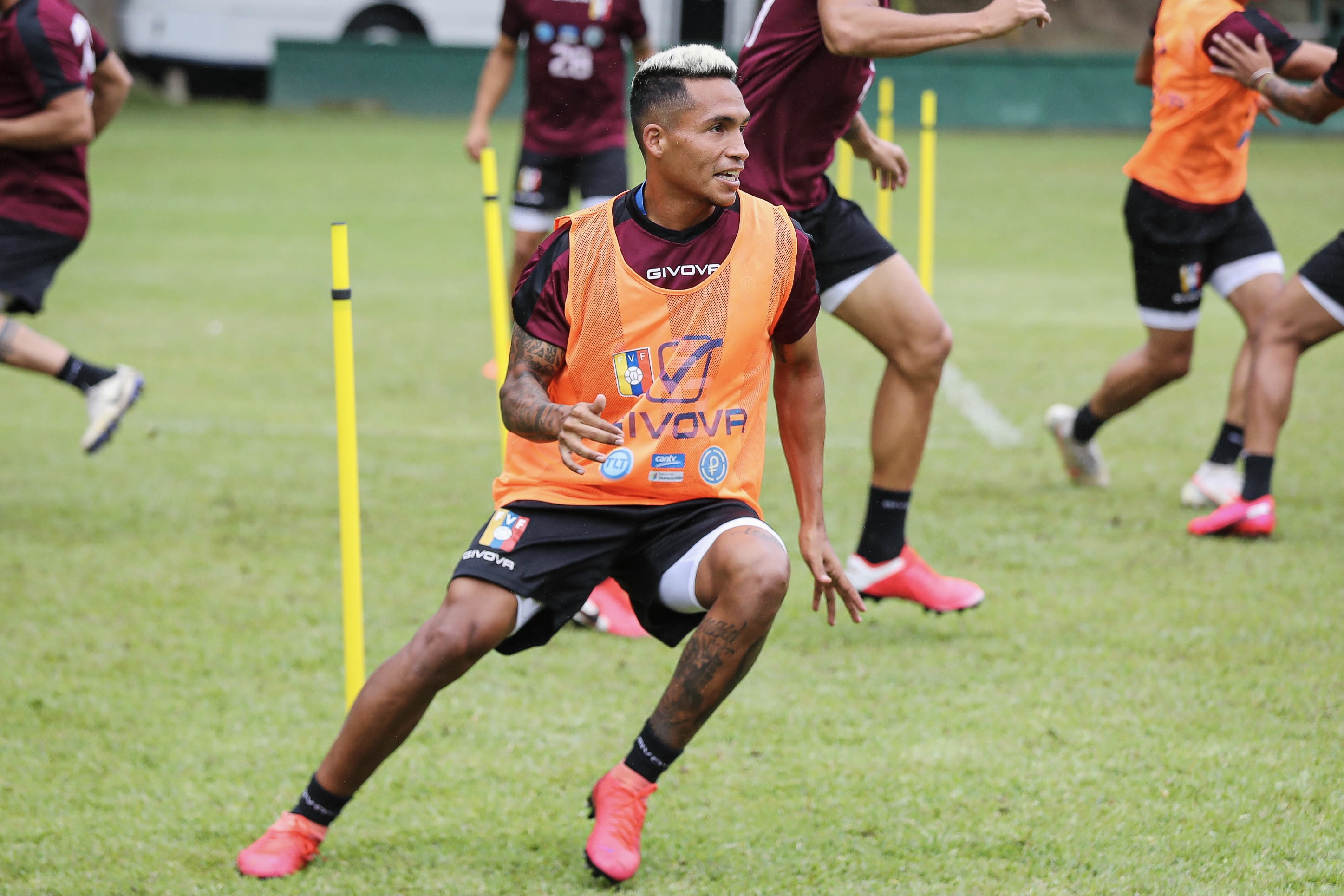
Garcés en un entrenamiento en 2021.

### Profesional
| Club                                   | País      | Año       | Partidos | Goles |
| -------------------------------------- | --------- | --------- | -------- | ----- |
| Carabobo FC                            | Venezuela | 2010      | 29       | 0     |
| Deportivo Anzoátegui                   | Venezuela | 2012      | 3        | 0     |
| Deportivo Petare                       | Venezuela | 2013      | 3        | 0     |
| Caracas FC                             | Venezuela | 2013-2014 | 28       | 1     |
| Carabobo FC (Cesión)                   | Venezuela | 2015      | 17       | 1     |
| Caracas FC                             | Venezuela | 2015-2019 | 117      | 4     |
| Academia Puerto Cabello Club de Fútbol | Venezuela | 2019-2022 | 72       | 12    |
| Deportivo Táchira Fútbol Club          | Venezuela | 2022-2023 | 39       | 2     |
| Zamora Fútbol Club                     | Venezuela | 2023-2024 | 29       | 4     |
| Metropolitanos Fútbol Club             | Venezuela | 2024-Act. | 27       | 4     |

## Palmarés
| Título         | Club                 | País      | Año  |
| -------------- | -------------------- | --------- | ---- |
| Copa Venezuela | Deportivo Anzoátegui | Venezuela | 2012 |
| Copa Venezuela | Caracas FC           | Venezuela | 2013 |